# Farsman IV. od Iberije
Farsman IV. (gruz. ფარსმან IV), iz dinastije Hosroida, bio je kralj Iberije od 406. do 409. godine. Na prijestolju je naslijedio kralja Trdata.
Prema srednjovjekovnim Gruzijskim kronikama, bio je sin kralja Varaza-Bakura II. i kćeri kralja Trdata. Kad mu umro otac 394. godine, Farsman i njegov polubrat Mitridat bili su još mala djeca. Stoga je prijestolje Iberije zauzeo njihov rođak Trdat, koji je sinove svog prethodnika dao na odgoj eristaviju u Samšvilde. Izvještaji ga opisuju kao pobožnog vladara i izuzetnog ratnika, koji se pobunio protiv iranske hegemonije i odbio plaćati danak šahu. Zaslužan je za izgradnju Bolnisija.
Bio je na dobrom glasu na bizantskom dvoru i imao je čin magister militum za vladavine cara Arkadija, ali mu je čin oduzet zbog preljuba koji je učinio s caricom Elijom Eudoksijom. Iz tog razloga pobjegao je nazad u Iberiju i poticao Hune da napadaju pogranične zemlje Bizantskog Carstva. Naslijedio ga je njegov brat Mitridat IV.